# فريز فريلينغ
إيسادور «فريز» فريلينغ (بالإنجليزية: Friz Freleng)‏ ولد (21 أغسطس 1906- 26 مايو 1995)، كان رساما، رسام كارتون، مخرج، ومنتج أعمال أشهرها لووني تونز وميري ميلوديز لمصلحة وارنر براذرز، قدم العديد من شخصياتها وساهم في تطوير أخرى مثل باغز باني، بوركي بيغ، تويتي بيرد، سيلفستر ذا كات، يوسيميتي سام، وسبيدي غونزالس. بلغ عدد عروض الكارتون التي أخرجها 266 عرضا، كما ونال 4 جوائز من الأكاديمية ليتفوق في عدد العروض وعدد التي فازت بجوائز الأكاديمية. بعد إغلاق استوديو وارنر للرسوم المتحركة، أسس مع شريكه دايفيد إتش. ديباتي شركة ديباتي-فريلينغ إنتربرايزس، والتي استمرت بإنتاج عروض لووني تونز وميري ميلوديز، إضافة إلى سلسلة ذا بينك بانتر شو، وعدد من عروض الكارتون التلفزيونية. اسم «فريز» جاء من وصف شعره المموج «فريزلي» في فترة من الفترات.

## بدايات عمله
ولد فريلينغ في كنساس سيتي، ميزوري حيث بدأ في مجال الرسوم المتحركة مع شركة يونايتد فيلم آد سيرفس، وهناك تعرف على زملائه من الرسامين هيو هارمن وأب آيويركس. في 1923، والت ديزني صديق آيويركس انتقل إلى هوليوود، ودعا زملاؤه في كنساس سيتي للانضمام إليه، فريلينغ تأخر عن تلبية الدعوة حتى 1927، عندما انتقل إلى كاليفورنيا وانضم لاستوديو ديزني، عمل مع زملائه السابقين في كنساس سيتي ومنهم آيويركس، هارمن، كارمن ماكسويل، ورودلف آيزينغ، وهناك ساهم بإنتاج سلسلة أليس كوميديز وأوزولد ذا لاكي رابيت.
انضم فريلينغ إلى هارمن وآيزينغ في تأسيس شركتهم الخاصة، قدم الثلاثي شخصية بوسكو الشبيهة بميكي ماوس، إضافة إلى ذلك عمل فريلينغ في نيويورك سيتي في كارتون كريزي كات بانتظار البحث عن من يشتري إنتاجات هارمن-آيزينغ، حتى وقعت الصفقة على يد ليون شليسنجر، الذي احتوى شخصية بوسكو في سلسلة لووني تونز التي كان ينتجها لوارنر براذرز، عندها عاد للعمل مع هارمن وآيزينغ مرة أخرى.

## فريلينغ المخرج

### بدابات الكارتون في شليسنجر
غادر هارمن وآيزينغ استوديو شليسنجر أثر اختلافات حول الميزانية عام 1933، ترك شليسنجر بدون مخرج متمرس، فأقنع الأخير فريلينغ بالبقاء بعيدا عن هارمن-آيزينغ ليقوم بتحسين العروض التي أخرجها توم بالمر والتي رفضتها وارنر براذرز، الرسام الشاب أصبح المخرج الأول لدى شليسنجر، وقدم بوركي بيغ النجم التالي لبوسكو في عام 1935، بوركي كان مميزا عن كلا من بوسكو وبديله بادي.

### إم جي إم
في 1937، فريلينغ غادر شليسنجر بسبب العرض المادي في الاستوديو الجديد للرسوم المتحركة التابع لشركة إم جي إم، اعتقد أنه سينجح في إخراج ذا كابتن آند ذا كدز المتبناة من القصص المصورة ذا كاتزنجامر كدز، إلا أنها فشلت ولم تحقق النجاح.

### العودة إلى شليسنجر ووارنر براذرز
عاد فريلينغ سعيدا إلى وارنر براذرز بعد انتهاء عقده في 1938، كان أول كارتون أخرجه بعد عودته يو أوت تو بي إن بكشرز، التي جمعت بين الرسوم المتحركة والتمثيل البشري الحي، حيث ظهر الكثير ممن عملوا في الاستوديو ومنهم شليسنجر نفسه، القصة تدور حول خداع دافي داك لبوركي بيغ، وإقناعه بإنهاء عقده مع شليسنجر للظهور في الأفلام، الأمر المماثل الذي مر مع فريلينغ بانتقاله إلى إم جي إم.

### إنجازاته الإخراجية
كان شليسنجر يترك لرساميه الحرية، مما انطلقوا إلى الإبداع في الرسم والنمط الكوميدي الخاص، الذي نقلهم من تأثير أسلوب ديزني التقليدي، فريلينغ تمرس في ضبط توقيت الكوميديا، وعمل غالبا مع فنان التخطيط هاولي برات، وقدم شخصيات شهيرة من بينها يوسيميتي سام (1945)، وجمع بين أشهر ثنائي تويتي وسيلفستر (1947)، وقدم سبيدي غونزالس (1955).
نال فريلينغ 4 جوائز أوسكار طيلة عمله في وارنر براذرز على عروض تويتي باي (1947)، سبيدي غوزالس (1955)، بيرد أنونيموس (1957)، نايتي نايت باغز (1958)، إلى جانب عدد من العروض التي رشحت لنيل الجائزة.

### ديباتي-فريلينغ إنتربرايزس
بعد إغلاق استوديو الرسوم المتحركة لوارنر عام 1963، استأجر فريلينغ المكان نفسه من وارنر براذرز لإنتاج الكارتون بالاشتراك مع رئيسه السابق دايف ديباتي (آخر منتج عمل قبل إغلاق استوديو وارنر)، مؤسسين لشركة ديباتي-فريلينغ إنتربرايزس، عمل فيها أغلب من عمل في استوديو وارنر السابق.
كان أهم عرض قدمته الشركة الجديدة فيلم ذا بينك بانتر، حيث قدم هاولي برات وفريلينغ شخصية النمر الهادئ في الفيلم الذي استقطب نجاحا كبيرا، جعلت شركة التوزيع يونايتد آرتستس تدفع فريلينغ لإنتاج كارتون ذا بينك ثينك (1964)، والذي حاز على جائزة أفضل موضوع لفيلم قصير فئة الكارتون عام 1965، الأمر الذي جعل فريلينغ وديباتي يستمرون بإنتاج سلسلة كاملة لبينك بانتر، وأخرى مثل ذي إنسبكتور، ذي آنت آند ذي آردفاك، وهووت كلووت، ثم تم عرضها جميعا في برنامج ذا بينك بانتر شو على التلفزيون الوطني. كما وقدما شخصية تشستر شيتاه لبرنامج ديب فرايد تريتس أنرابد على محطة فوود نتوورك.
في 1967، نقل ديباتي وفريلينغ عملهما إلى سان فرناندو فالي، وفيه أكملوا الإنتاج حتى 1980، عندما باعا الشركة إلى مارفل كوميكس، التي أعادت تسميتها إلى مارفل برودكشنز.

## أعمال متأخرة
قام فريلينغ كمنتج منفذ بتقديم ثلاثة أفلام لووني تونز، مكونة من أفضل ما قدمه وزملاؤه من عمل في استوديو وارنر، هي ذا لووني لووني لووني باغز باني موفي (1981)، باغز بانيز ثيرد موفي: 1001 رابيت تايلز (1982)، ودافي داكز موفي: فانتاستك آيلاند (1983).

## وصلات خارجية
- فريز فريلينغ على موقع IMDb (الإنجليزية)
- فريز فريلينغ على موقع الموسوعة البريطانية (الإنجليزية)
- فريز فريلينغ على موقع ألو سيني (الفرنسية)
- فريز فريلينغ على موقع تيرنر كلاسيك موفيز (الإنجليزية)
- فريز فريلينغ على موقع أول موفي (الإنجليزية)
- فريز فريلينغ على موقع قاعدة بيانات برودواي على الإنترنت (الإنجليزية)
- فريز فريلينغ على موقع قاعدة بيانات الأفلام السويدية (السويدية)
- فريز فريلينغ على موقع إن إن دي بي (الإنجليزية)
- فريز فريلينغ على موقع قاعدة بيانات الفيلم (الإنجليزية)
- فريز فريلينغ على موقع كينوبويسك (الروسية)
- قبر فريز فريلينغ من موقع Find a Grave